# Topola (powiat buski)
Topola – wieś w Polsce położona w województwie świętokrzyskim, w powiecie buskim, w gminie Stopnica.
| SIMC    | Nazwa   | Rodzaj    |
| ------- | ------- | --------- |
| 0273117 | Czworak | część wsi |
| 0273123 | Ponik   | część wsi |
| 0273130 | Zagórze | część wsi |

W latach 1975–1998 miejscowość należała administracyjnie do województwa kieleckiego.